# Артур Дубравчић
Артур Дубравчић (Врбовско, 15. септембар 1894 — Загреб, 14. март 1969) био је југословенски фудбалски репрезентативац, први капитен и стрелац првог поготка за репрезентацију.
Ушао је у историју југословенског фудбала и националног тима као први капитен и стрелац првог гола за репрезентацију некадашње Краљевине Срба, Хрвата и Словенаца.
Играо је на месту десне полутке 28. августа 1920. против против Чехословачке (0 : 7) на олимпијском турниру у Антверпену, а 2. септембра 1920. против Египта (2 : 4) такође у Антверпену (тзв. „утешни турнир") био је стрелац првог поготка за репрезентацију Југославије (други је постигао једини Београђанин у тиму Јован Ружић). То је уједно био и једини погодак који је „Туре” постигао на девет утакмица за Југославију.
Као средњошколац у Карловцу, био је 1908. један од оснивача и првих играча ШК Олимпије, првог клуба с овим именом у нашој земљи. Током Првог светског рата преселио се у Загреб где је годинама, као десна полутка, вођа навале или центархалф, играо за ХШК Конкордија — Загреб, у којој је после активног играња постао уважен члан управе клуба.
На првих 10 утакмица репрезентације (1920—1924) девет пута је играо за наш национални тим и постигао један гол, носивши на свим утакмицама капитенску траку. Дебитовао је на првој утакмици репрезентације, 28. августа 1920. у Анвтверпену против Чехословачке (0 : 7), када је наш тим од 13. минута играо без повређеног левог халфа Рудолфа Рупеца — са 10 играча, а од националног тима опростио се 10. фебруара 1924. у пријатељском сусрету против Аустрије (1 : 4) у Загребу. За градску селекцију Загреба одиграо је на 13 утакмица.
После завршеног активног играња, као службеник Социјалног осигурања у Загребу, био је подсавезни капитен Загреба, фудбалски судија, спортски новинар загребачких „Илустрованих спортских новости“ и дописник београдске Политике, као и врло активан фудбалски радник.
Умро је изненада у 74 години (1969), само неколико дана пре него што је на 50-годишњој, јубиларној скупштини ФСЈ у Загребу, требало да прими највеће признање фудбалске организације Југославије.
Био је међу првим „звездама” и легенда у историји југословенског фудбалског спорта, посебно репрезентације.